# Les Oiseaux de lune (téléfilm)
Pour l’article homonyme, voir Les Oiseaux de lune.
Pour plus de détails, voir Fiche technique et Distribution.
Les Oiseaux de lune est un téléfilm français réalisé en 1971 par André Barsacq d'après la pièce éponyme de Marcel Aymé. Le téléfilm a été diffusé le 28 avril 1974 sur l'ORTF. 

## Synopsis
Valentin, surveillant général d’une boîte à bachot de sous-préfecture, détient un étrange pouvoir : il lui suffit de désirer que telle personne se transforme en oiseau pour que la métamorphose s’accomplisse et que des ailes poussent à ses victimes. Il est amoureux de Sylvie, la jeune demoiselle convoitée par tous les mâles de l'endroit. C’est ainsi que toute une petite population perd son apparence humaine.

## Autour du film
André Barsacq avait mis en scène la première représentation de la pièce en 1955. Jacques Duby y avait créé le rôle de Valentin ; il joue le même rôle seize ans plus tard pour l'adaptation télévisée. Pascale de Boysson et Madeleine Barbulée sont également de la distribution originale et de cette adaptation.
Le jeune Pierre Arditi y apparait dans l'un de ses premiers rôles, celui de l'inspecteur Grindot qui interroge la jeune héroïne Sylvie (Claude Jade) et flirte avec elle.
Le film a été diffusé pour la première fois un an après la mort du réalisateur.

### Distribution
- Jacques Duby : Valentin.
- Jean-Gabriel Nordmann : Martinon.
- Claude Jade : Sylvie.
- Pascale de Boysson : Élisa.
- Marcel Cuvelier : Chabert.
- Pierre Arditi : l'inspecteur Grindot.
- Henri Lambert : l'inspecteur Malfrin.
- Daniel Rivière : Arbelin.
- Madeleine Barbulée : Mme Bobignot.
- Philippe Noël : Duperrier.
- Luce Garcia-Ville : Mme Chabert.
- Claude Aufaure : Étienne Périsson.
- Jean Péméja : M. Parisson.
- France Gabriel : Mme Martinon.
- Marius Balbinot : Morin.